# Hochwassermarke

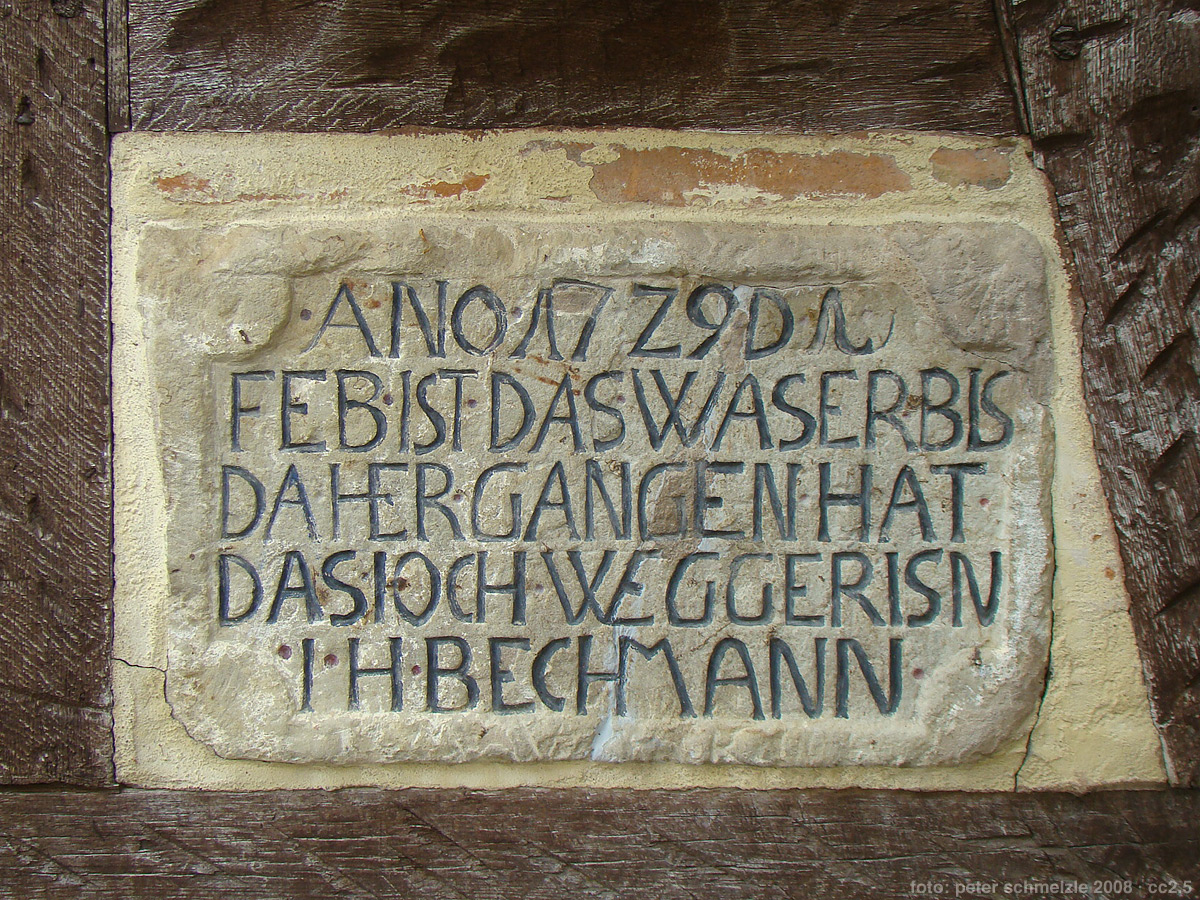
Historische Hochwassermarke von 1729 beim ehemaligen Würzburger Amtshaus in Widdern

Hochwassermarken sind fest eingelassene Hinweise oder Markierungen an Bauwerken, die den Höchststand von Hochwassern anzeigen. Die historischen Hochwassermarken zählen zu den Kleindenkmalen. Die Vergleichbarkeit mit heutigen Werten wird unter anderem durch die umfangreichen Wasserbaumaßnahmen der vergangenen Jahrhunderte eingeschränkt. So wurden Flussbetten ehemaliger Wildflüsse vertieft und Flussbegradigungen führten zum schnelleren Abfließen von Hochwasser an den Oberläufen der Flüsse.

## Geschichte
Die Tradition, Hochwasser durch Markierungen festzuhalten, ist in Deutschland schon für das 14. Jahrhundert belegt. Die Gestaltung dieser Marken kann ganz unterschiedlich sein: Neben Inschriften, die in bereits bestehende Bauten oder Denkmäler eingemeißelt wurden, finden sich auch Tafeln aus Stein oder Metall, die an entsprechender Stelle eingemauert oder angebracht wurden, auch einfach aufgemalte Inschriften sind anzutreffen. Bei vielen von ihnen zeigt ein horizontaler Strich den (vermeintlich) genauen Wasserhöchststand. An manchen Stellen wurde das Anbringen von Hochwassermarken immer weiter fortgesetzt, so dass sich hier viele (meist einheitlich gestaltete) Marken aus unterschiedlichen Jahren neben- und übereinander befinden.
Die Genauigkeit von historischen Hochwassermarken ist jedoch in vielen Fällen mit Vorsicht zu betrachten: Oft war es während eines Hochwassers nicht möglich, den Wasserstand zu markieren, und die Marke wurde erst später anhand der Verfärbung des Mauerwerks angebracht, wobei man nicht bedachte, dass die Feuchtigkeit je nach Art des Mauerwerks oder des Verputzes aufsteigen kann. Auch spätere Umbauten oder Renovierungen können sich ausgewirkt haben, wenn Marken abgenommen und falsch wieder angebracht wurden. Ein eindrucksvolles Beispiel findet sich am rechtsrheinischen Bahndamm in Koblenz-Ehrenbreitstein, wo eine Marke bei einem Umbau in über sechs Meter Höhe und auf dem Kopf stehend eingemauert wurde.

## Typen von Hochwassermarken
Im Folgenden Beispiele für verschiedene Arten von Hochwassermarken:
- Erklärungstafeln
- frei stehende Hochwassermarken
- Markierungen mit und ohne weitere Informationen

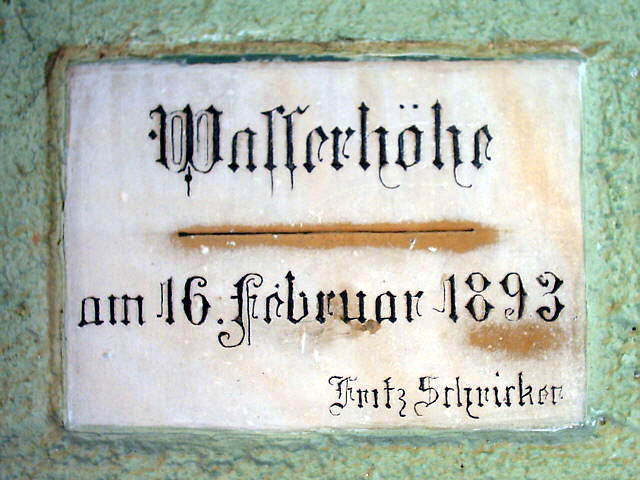
Hochwassermarke in Regensburg mit genauem Datum
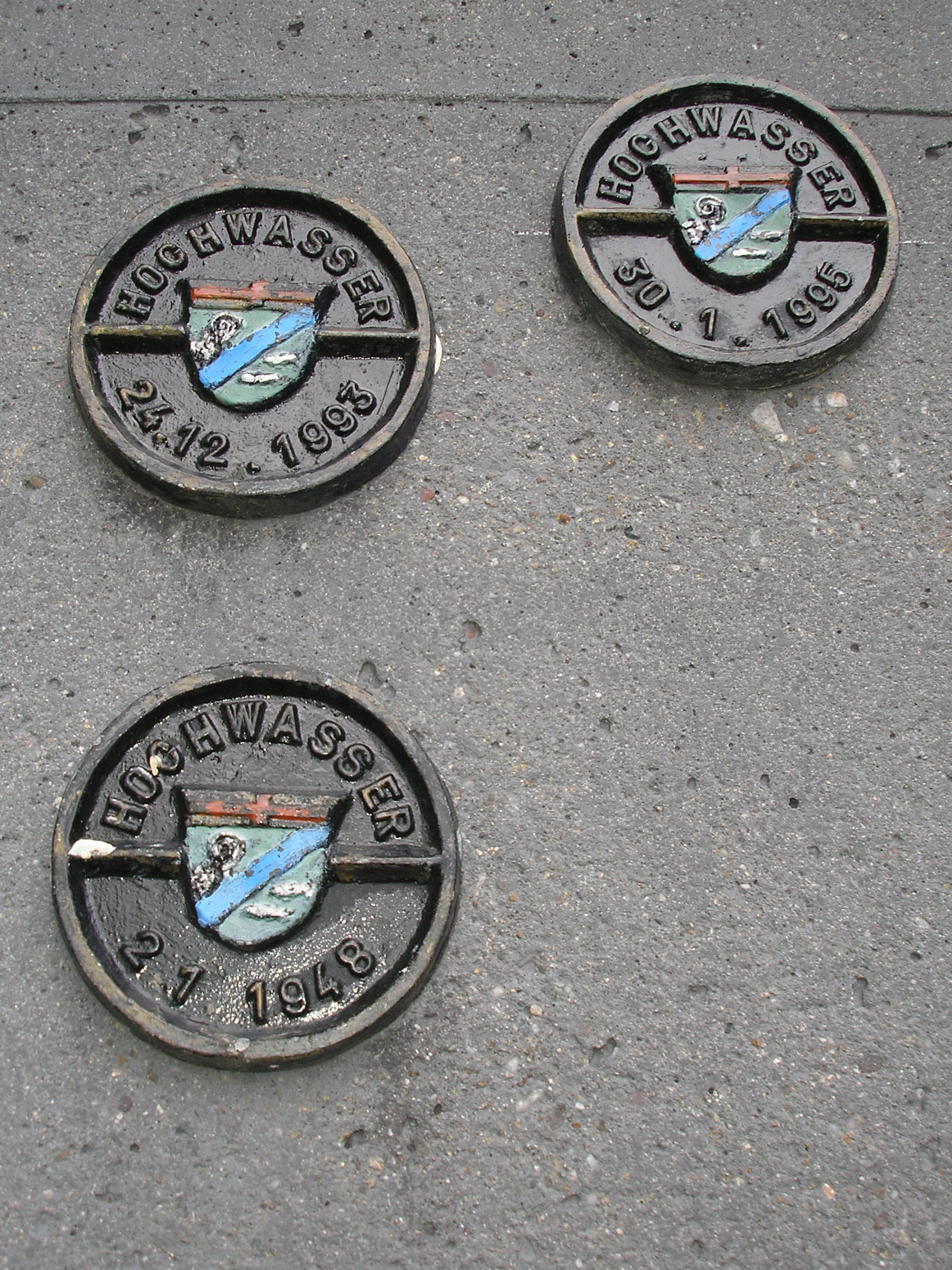
Hochwassermarken in Köln
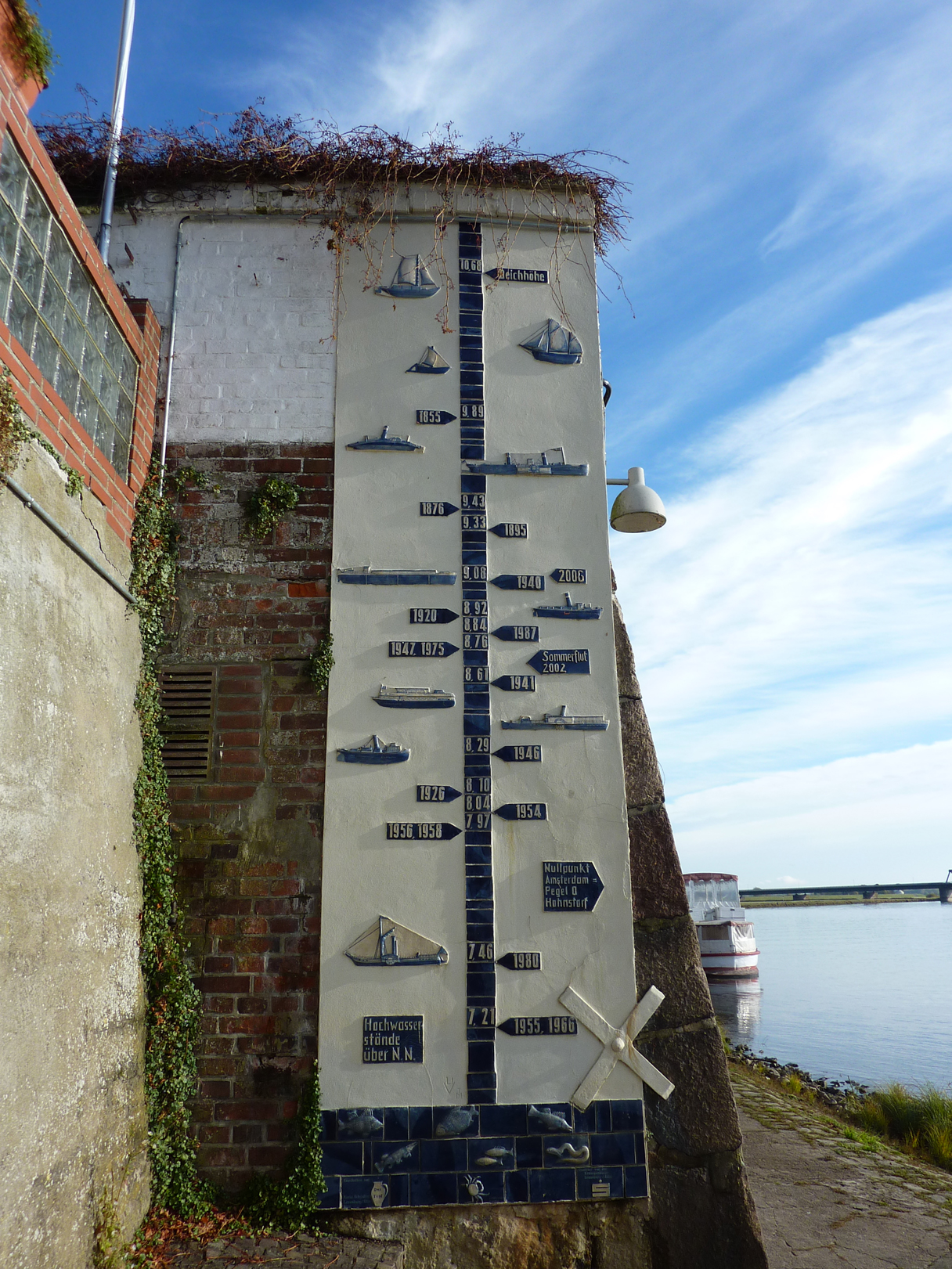
Hochwassermarken in Lauenburg/Elbe
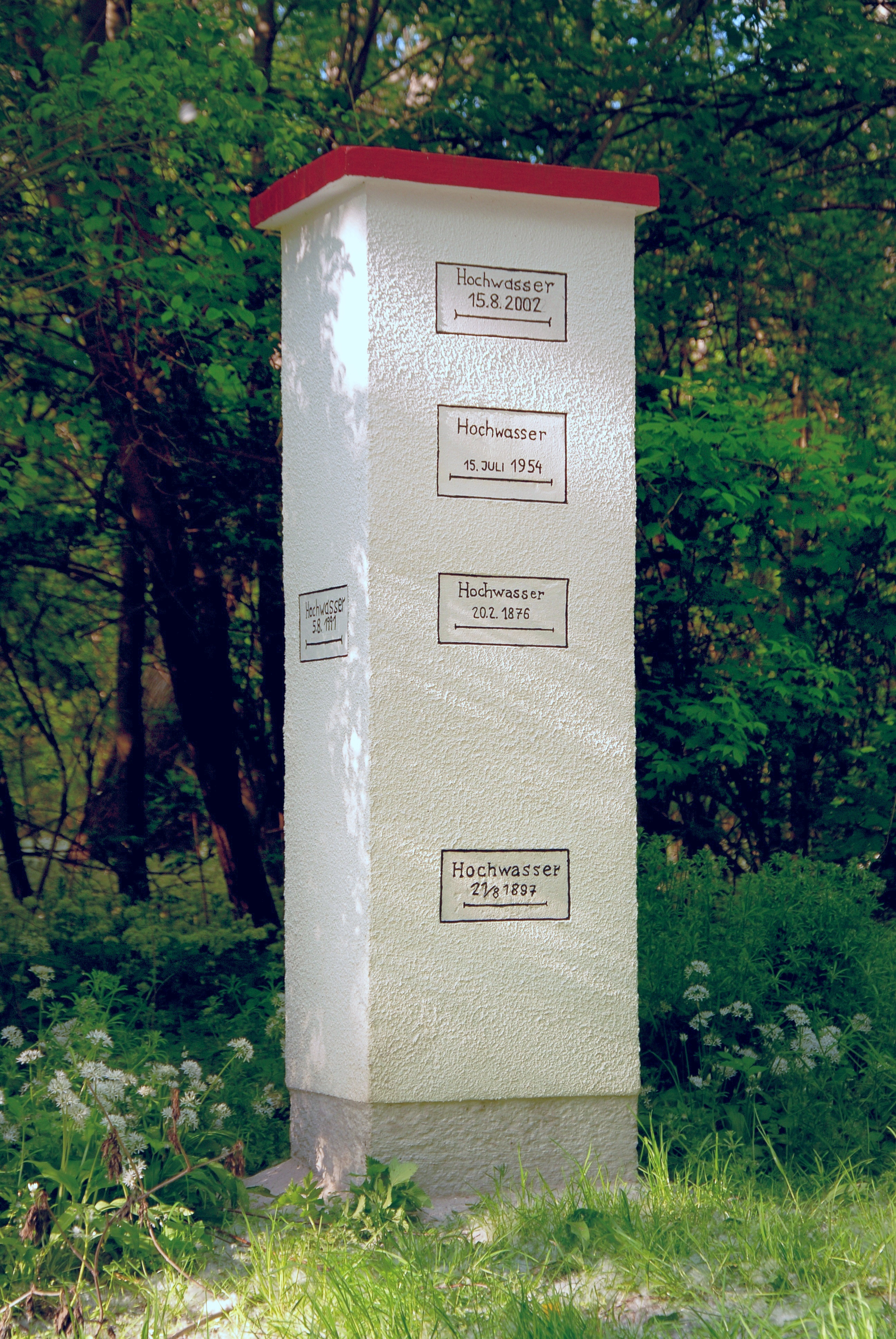
Hochwassermarken im Nationalpark Donau-Auen
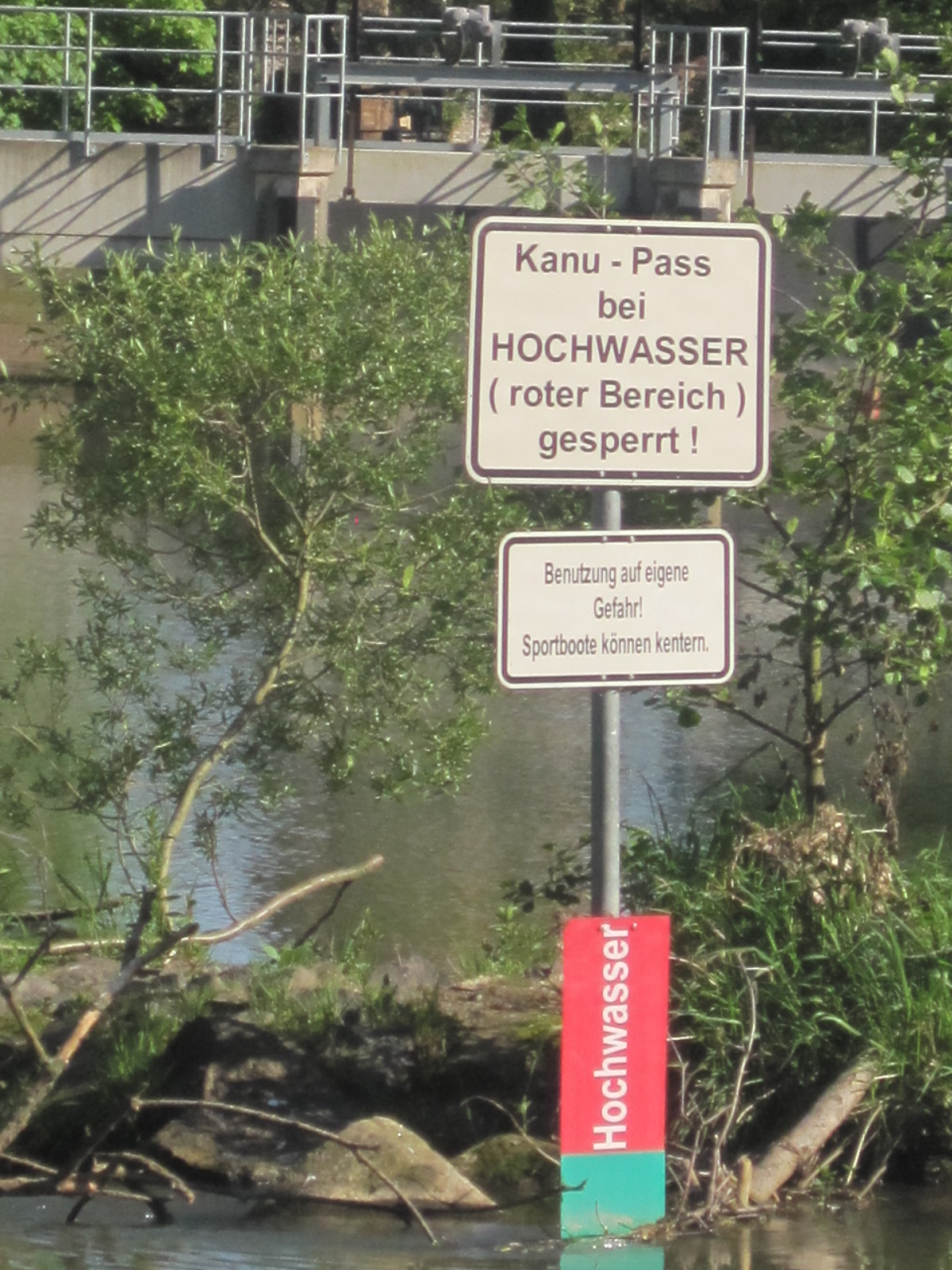
Warnschildmast beim Kanukanal Marburg-Nord
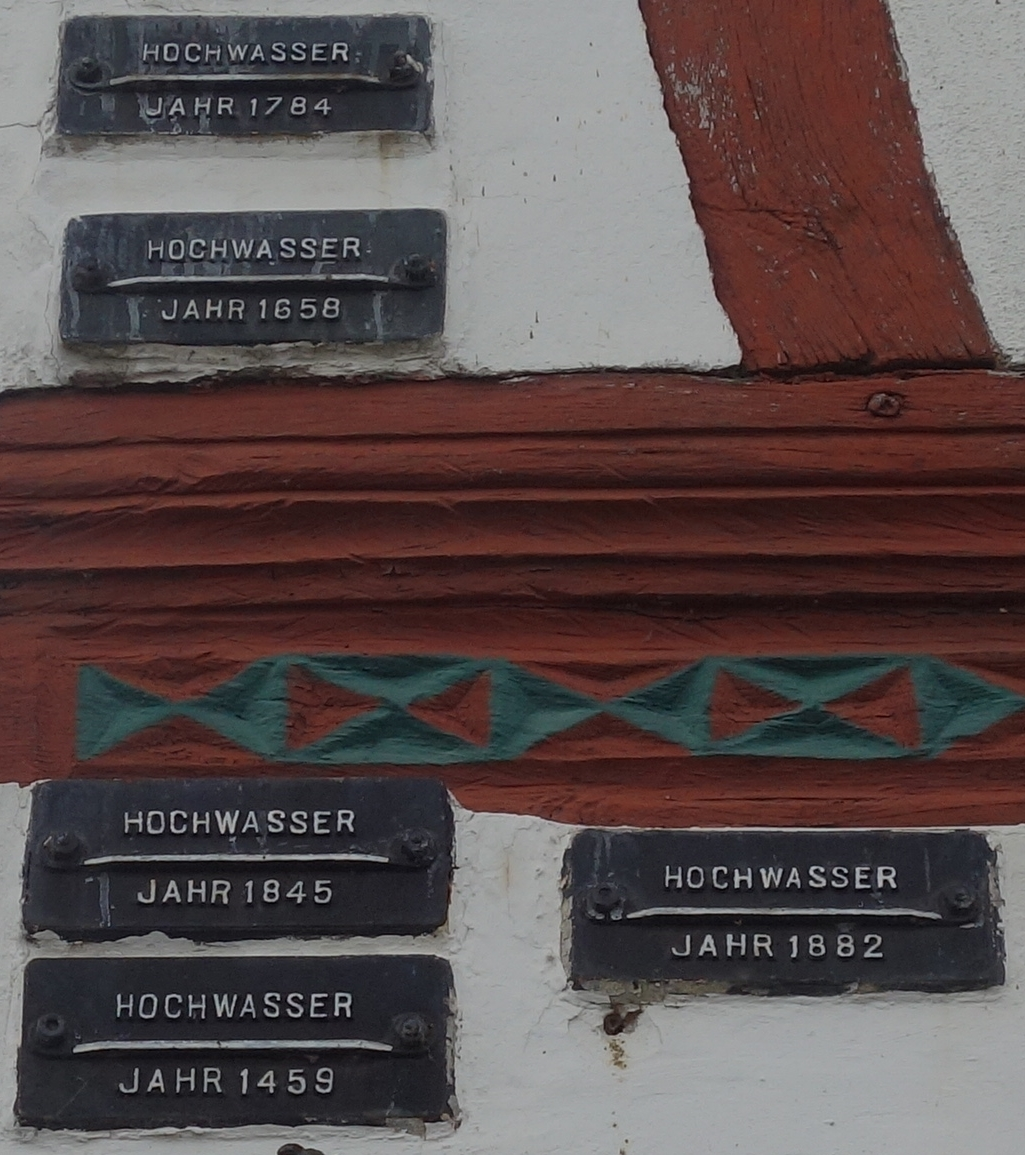
Hochwassermarken am Alten Zollhaus in Bad Breisig
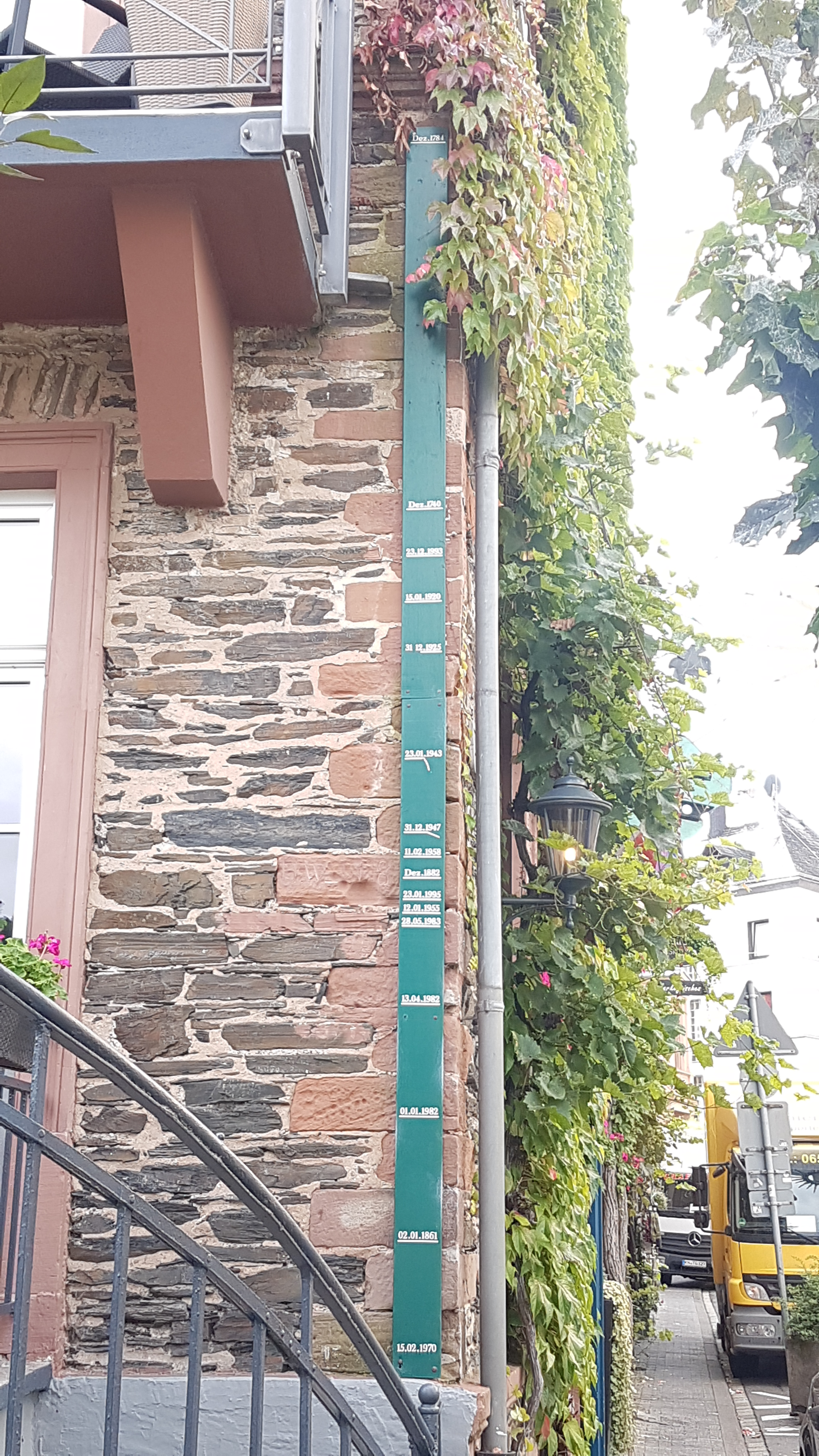
Hochwassermarken in Traben-Trarbach/Mosel, ganz oben Dez.1784
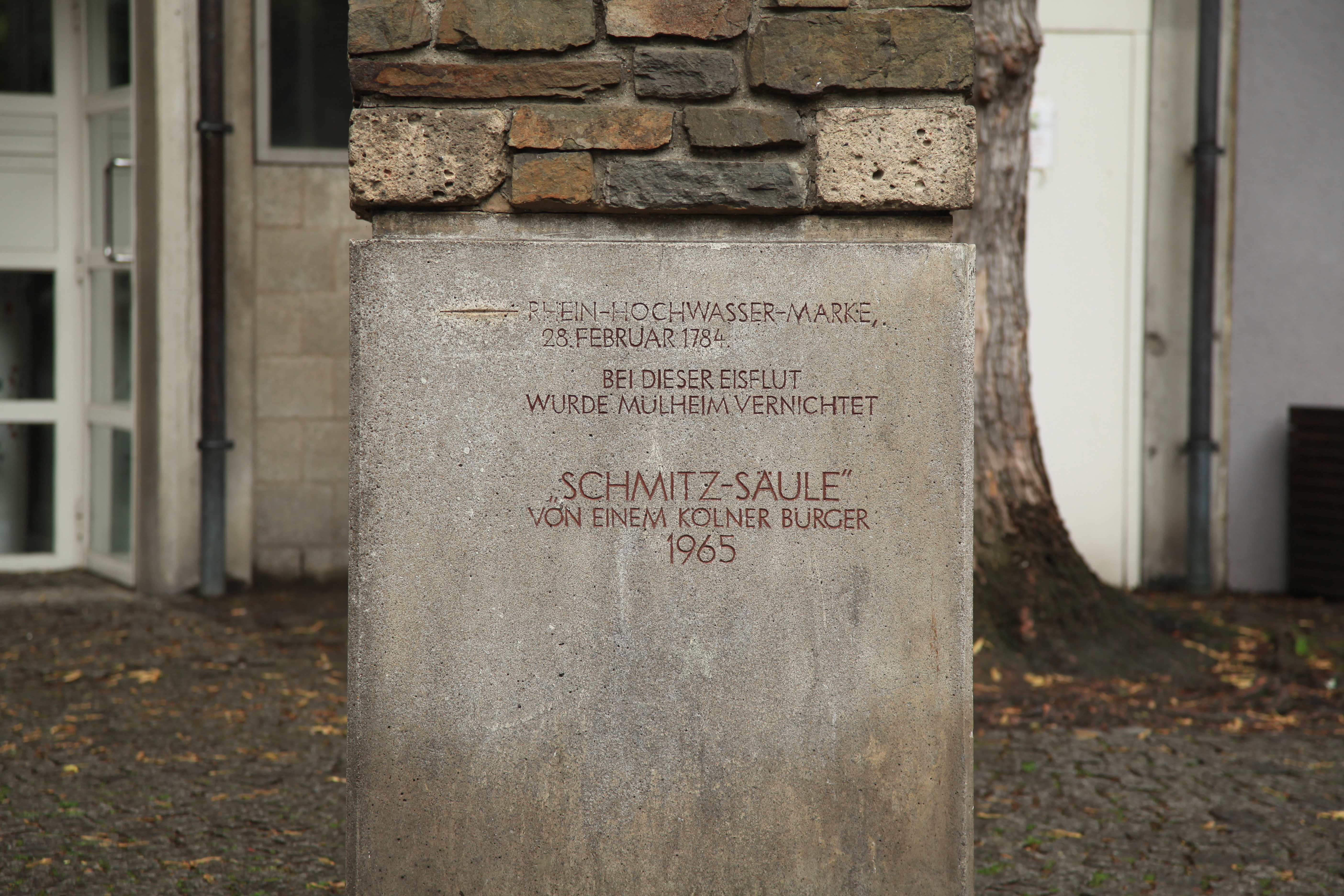
Hochwassermarke an der Schmitz-Säule in der Kölner Altstadt (1784)
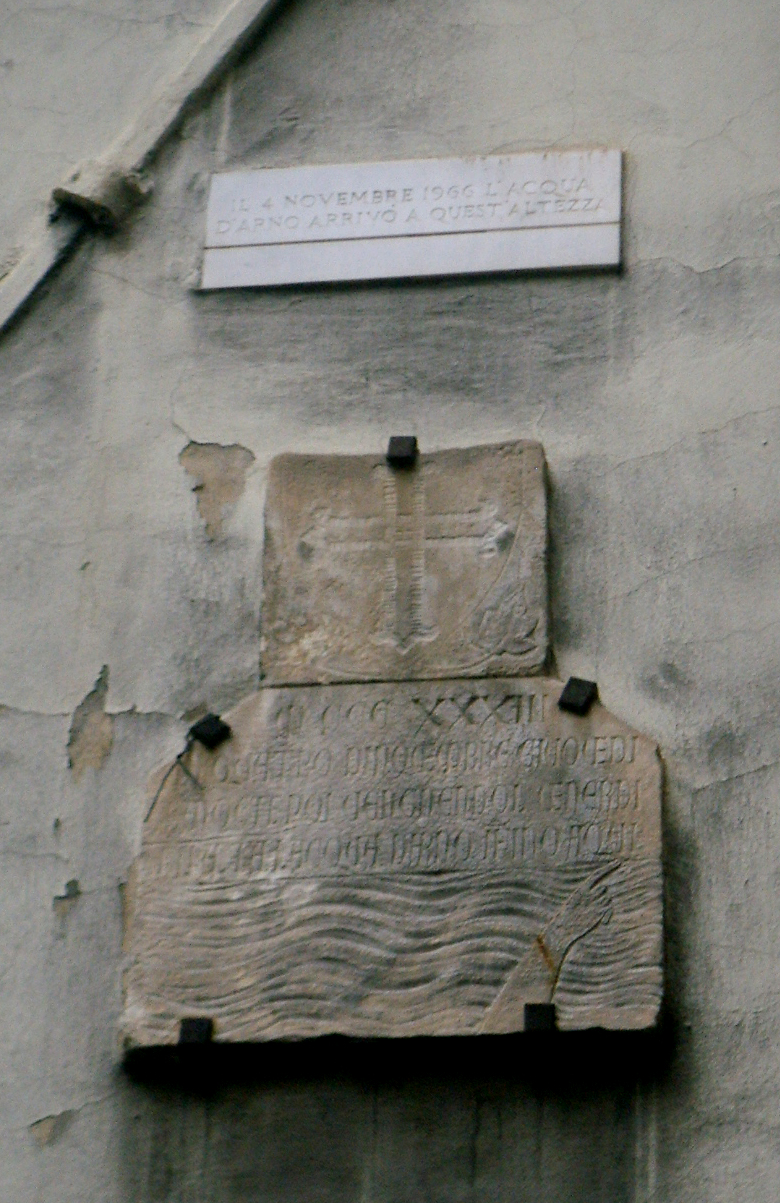
Florenz:Vergleich der Hochwassermarken von 1333 (unten) und 1966
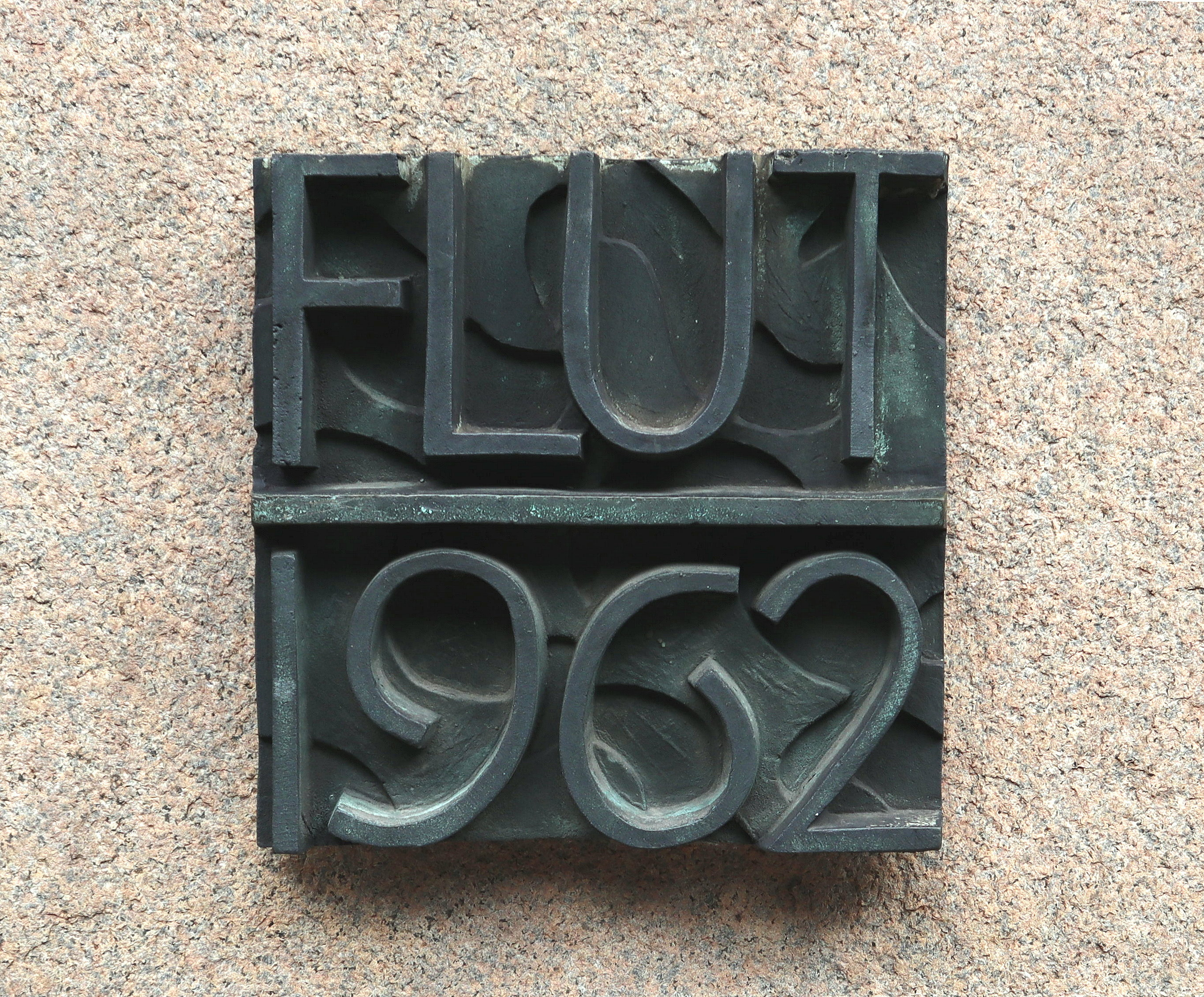
Hochwassermarke der Sturmflut von 1962 in Hamburg